# Indian Wells Open 2007
L'Indian Wells Open 2007 (conosciuto anche come Pacific Life Open per motivi di sponsorizzazione) 
è stato un torneo di tennis giocato sul cemento. 
È stata la 34ª edizione dell'Indian Wells Open e faceva parte della categoria ATP Masters Series nell'ambito dell'ATP Tour 2007, e della Tier I nell'ambito del WTA Tour 2007. 
Sia il torneo maschile che quello femminile si sono giocati all'Indian Wells Tennis Garden di Indian Wells in California dal 5 al 18 marzo 2007.

## Campioni

### Singolare maschile
Rafael Nadal ha battuto in finale  Novak Đoković con il punteggio di 6–2, 7–5.

### Singolare femminile
Daniela Hantuchová ha battuto in finale  Svetlana Kuznecova con il punteggio di 6–3, 6–4.

### Doppio maschile
Martin Damm /  Leander Paes hanno battuto in finale  Jonathan Erlich /  Andy Ram con il punteggio di 6–4, 6–4.

### Doppio femminile
Lisa Raymond /  Samantha Stosur hanno battuto in finale  Chan Yung-jan /  Chuang Chia-jung con il punteggio di 6–3, 7–5.